# Nyon
Nyon [njɔ̃] là một đô thị ở quận Nyon thuộc bang Vaud ở Thụy Sĩ. Nó nằm cách trung tâm thành phố Geneva khoảng 25 km về phía đông bắc, và từ những năm 1970, nó đã trở thành một phần của vùng đô thị Geneva. Nó nằm trên bờ hồ Genève và là huyện của Nyon. Thị trấn có (tính đến tháng 12 năm 2013) dân số 19.502 người và nổi tiếng trong thế giới thể thao vì là trụ sở của Liên đoàn bóng đá châu Âu (UEFA) và Hiệp hội các Câu lạc bộ Châu Âu (ECA). Nó được kết nối với phần còn lại của Thụy Sĩ bằng Tuyến đường Suisse, Đường cao tốc A1 và tuyến đường sắt của Arc Lémanique.

## Dân cư
Nyon có dân số (tính đến tháng 12 năm 2017) là 20.533 người. Tính đến năm 2008, 38,0% dân số là công dân nước ngoài thường trú. Trong 10 năm qua (19992002009) dân số đã thay đổi với tỷ lệ 16,8%. Nó đã thay đổi với tỷ lệ 9,7% do di cư và với tỷ lệ 7,7% do sinh và tử.
Hầu hết dân số (tính đến năm 2000) nói tiếng Pháp (12.274 hoặc 75,8%), trong đó tiếng Đức là phổ biến thứ hai (918 hoặc 5,7%) và tiếng Anh là thứ ba (647 hoặc 4,0%). Có 565 người nói tiếng Ý và 9 người nói tiếng Romansh. 